# Terminalia molii
Terminalia molii är en tvåhjärtbladig växtart som beskrevs av Arthur Wallis Exell. Terminalia molii ingår i släktet Terminalia och familjen Combretaceae. Inga underarter finns listade i Catalogue of Life.